# Zospeum cariadeghense
Zospeum cariadeghense is een slakkensoort uit de familie van de Ellobiidae. De wetenschappelijke naam van de soort is voor het eerst geldig gepubliceerd in 1944 door Allegretti.